# Campanula strigosa
Campanula strigosa är en klockväxtart som beskrevs av Joseph Banks och Daniel Carl Solander. Campanula strigosa ingår i släktet blåklockor, och familjen klockväxter. Inga underarter finns listade i Catalogue of Life.

## Bildgalleri

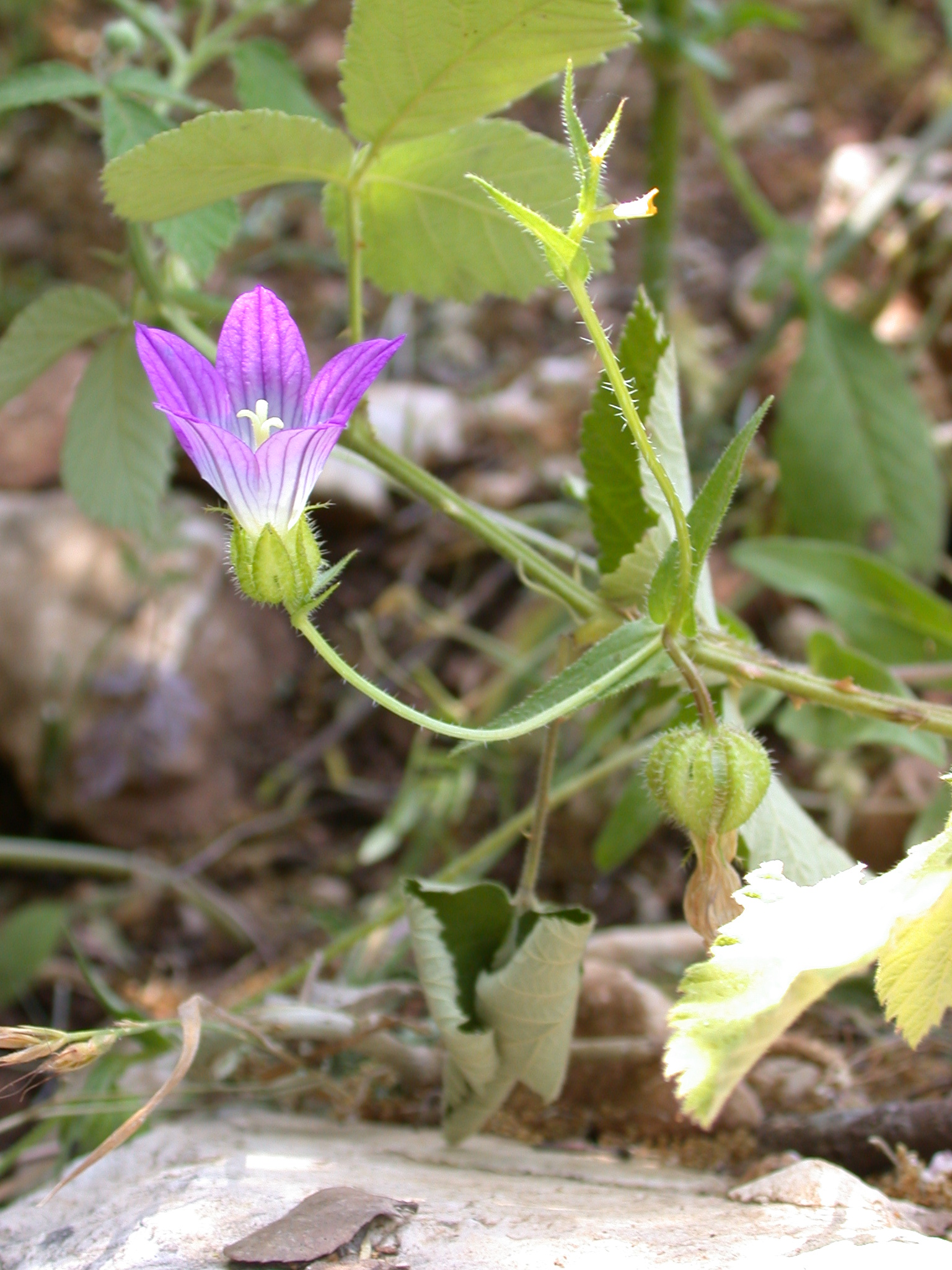